# Maison de Jean Guiton
La maison de Jean Guiton est situé au 3 rue des Merciers à La Rochelle, en France. L'immeuble a été classé au titre des monuments historiques en 1923.

## Historique
Le bâtiment est classé au titre des monuments historiques par arrêté du 27 octobre 1923.

## Architecture

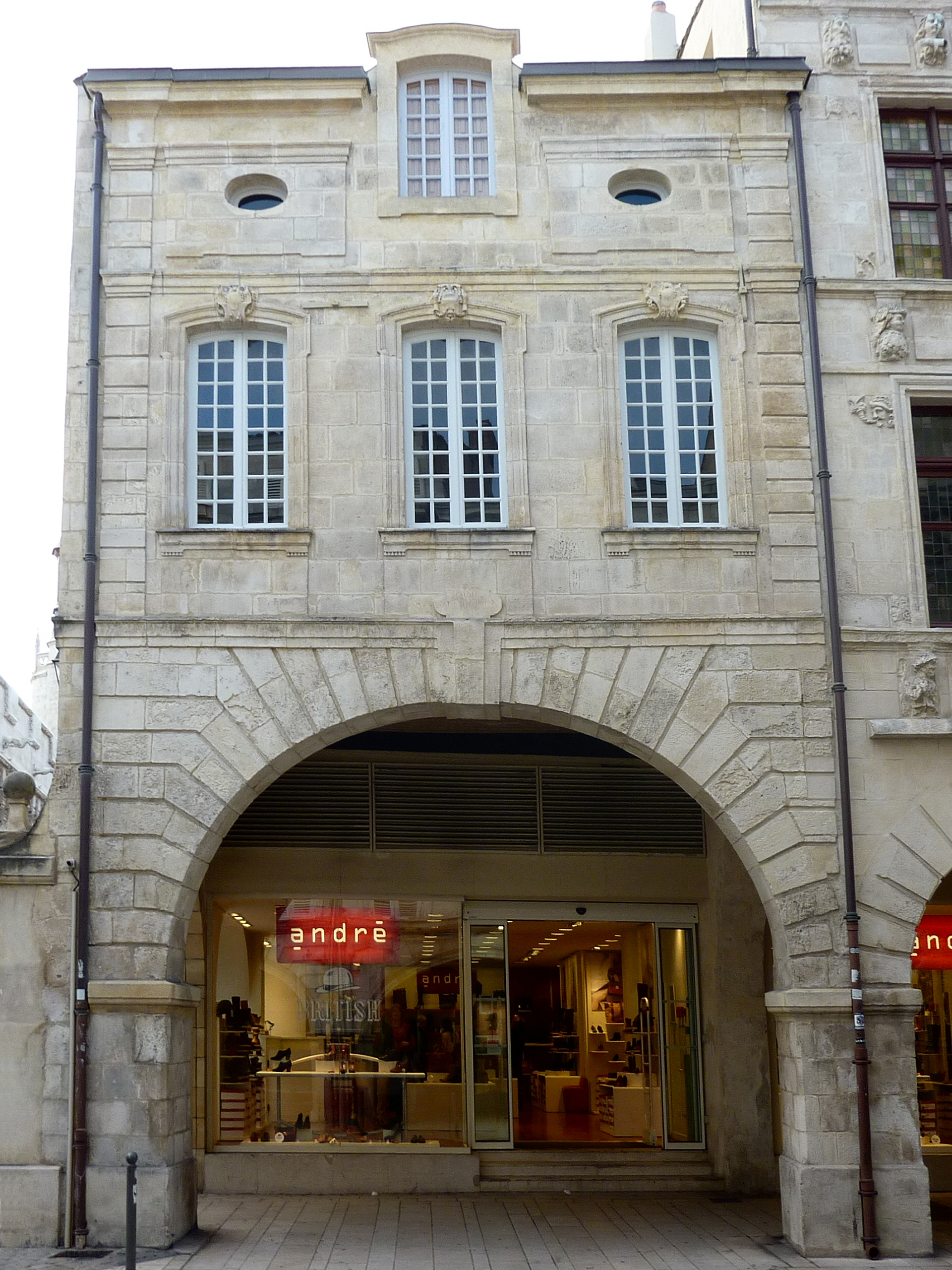